# Németh Balázs (riporter)
Németh Balázs Lajos (1978. augusztus 24. –) magyar riporter-műsorvezető, sportszervező, cégvezető, politikus.

## Magánélete
Édesapja a televíziós időjárás-jelentésekből ismert Németh Lajos meteorológus, édesanyja Kiss Ágnes.
Németh Balázs felesége Varga Patrícia (szül. 1981) kommunikációs menedzser, televíziós szerkesztő, vállalkozó. Az első közös gyermekük Emma Johanna 2009-ben született, majd Berta Júlia 2011 novemberében. 2013-ban Nagykovácsiban létrehozták a Dohánypapír Betéti Társaságot, amelyben Németh Balázs kültag lett, míg felesége a cégvezető. Miután kiderült, hogy két nagykovácsi trafik koncessziós jogát is elnyerték, Németh akkor azt nyilatkozta, hogy „Nem összeférhetetlen a pozíciómmal az, hogy a családomnak trafikja van." Édesanyja egy időben a Kabala-Média Bt. cégvezetője volt, amelyben fia kültag volt. Ezen cég 2012. évtől adott kommunikációs tanácsokat a sportlétesítmények építéséért és üzemeltetéséért felelős Nemzeti Sportközpontoknak.
Tanulmányait a Magyar Testnevelési és Sporttudományi Egyetemen végezte, ahol sportmenedzser szakos diplomát szerzett.

## Pályafutása
Az első ismert munkája a TV2 csatornánál volt, ahová a sportosztályra jelentkezett gyakornoknak. 1997 őszétől a TV2 sportriportere, majd híradós szerkesztője volt. A Tények reggeli hírműsorvezetője is volt egy időben.
2011-től 11 éven át a közmédia munkatársa volt, részt vett az MTI Hírcentrum felépítésében, majd az M1 aktuális csatorna elindításában. 2014 nyarától híradós műsorvezető.
2016-ban Miss World Hungary válogatóján Németh Balázs is tagja volt a zsűrinek. Ezen időszakban az M1 Híradójának műsorvezetője volt.
Az MTVA (Médiaszolgáltatás-támogató és Vagyonkezelő Alap) munkatársa 2022. augusztusáig volt. A közmédiától saját kérésére, közös megegyezéssel távozott, a távozásakor négyhavi távolléti díjat, bruttó 8.014.000 forint kapott végkielégítésként.
Németh Balázs a televíziózás mellett 2008 és 2022 között több hazai rendezésű nemzetközi sportesemény szervezőbizottságának munkáját segítette kommunikációs területen. 
2022 szeptemberében átvette a budapesti atlétikai világbajnokságot szervező cég vezetését, a Budapest 2003 Nonprofit Zrt. vezérigazgatója lett. A munkának azzal a céllal vágott neki, hogy utólag minden magyar büszke lehessen az ország valaha volt legnagyobb sporteseményére. A Nemzetközi Atlétikai Szövetség elnöke utólag a valaha volt legjobb világbajnokságnak (“best ever”) nevezte a budapestit.
2024 nyarán kiderült, ebben a minőségében havi 2,7 millió forintos fizetést kapott. A Zrt. a világbajnokságot követően, 2024. nyarán végelszámolási eljárás során megszűnt.
Ezt követően 2024. márciusától Németh Balázs a frissen alapított Best ever Korlátolt Felelősségű Társaság ügyvezetője lett. Az ügynökséget a 2023-as budapesti atlétikai világbajnokság kommunikációs csapatát alkotó szakemberekkel közösen alapították. A cég fő tevékenysége PR-tevékenység, többek között Magyar Triatlon Szövetség is adott megbízást a cégnek az olimpiai sportág hazai népszerűsítése céljából.
Németh a 2024. júniusi EP-választás előtti M1-es tévévitán Novák Katalin volt kommunikációs igazgatója, Volf-Nagy Tünde mellett a vita másik moderátora volt.
2025.júliusában "Harcosok órája" címmel új műsort indított, az első adásába Orbán Viktor miniszterelnök került meghívásra.

## Politikai nézete és szerepvállalása
Politikai véleményét a híradó munkatársaként is nyíltan vállalta. Bemondóként alkotott személyes véleménye miatt, a Nemzeti Média- és Hírközlési Hatóság (NMHH) Médiatanácsa elmarasztalta az M1 Híradót a 2019. október 21-i három adása miatt, amiben a köztévé megsértette a politikai hírekhez fűzött hírolvasói kommentár tilalmát. Ez abból eredt, hogy Hadházy Ákos ellenzéki képviselő a miniszterelnök parlamenti beszédét előre nyomtatott szövegezésű trágár táblák felmutatásával zavarta, és ezt minősítette Németh Balázs hírolvasó azzal, hogy „primitív, bunkó, felháborító akcióval nyitotta a szezont az ellenzék.”
A Híradó című műsor 2014. november 8-i adásában műsorvezetőként olyan hírportálokra tett megjegyzést, amelyek szerinte elhallgatták a kormány szempontjából pozitív híreket. Véleményében az alábbiak szerint fogalmazott: „Talán az mutatja a legjobban, hogy megint kifejezetten jó hír érkezett a magyar gazdaságról, hogy több internetes oldal elhallgatta vagy megpróbálja elhallgatni a Moody’s döntését. Ezek azok a kritikusok hírportálok, amelyek máskor mindenről hosszan beszámolnak, ami szerintük Magyarországnak vagy a magyar embereknek rossz. De most nem volt könnyű hetük, sok mindent kellett ugyanis elhallgatniuk”.
Az atlétikai világbajnokságot követően felvetődött annak a lehetősége is, hogy Németh lehet a Fidesz főpolgármester-jelöltje a 2024-es önkormányzati választáson, de erre nem került sor.
2025. március közepén jelentették be, hogy a Fidesz-frakció szóvivőjeként folytatja karrierjét. Innentől kezdve a politikai szerepvállalása egyértelművé vált. A párt a hírt Facebook-oldalán jelentette be, ahol azt írták, hogy „Szóvivőként erősíti a Fidesz-frakció munkáját Németh Balázs, korábbi televíziós újságíró, médiaszakember is. Szakmai tapasztalata, közéleti tájékozottsága megkérdőjelezhetetlen. Az általunk képviselt értékeknek, a magyar érdekeknek is régóta szószólója, zászlóvivője.”
Németh Balázs Facebook-oldalán az alábbiak szerint reagált: „A feladat és a munkakör változik, de a lényeg nem: továbbra is azért dolgozom, hogy Magyarország legyen a világ legjobb helye. Hajrá, Fidesz-frakció!”